# 撿走被人悔婚的千金，教會她壞壞的幸福生活
《撿走被人悔婚的千金，教會她壞壞的幸福生活》（簡稱）是日本作家創作的輕小說系列，由2019年8月12日起在成為小說家吧連載。
2020年3月27日起發行單行本，擔綱插圖，2023年10月起發行文庫版。
改編漫畫亦由2020年3月起開始在網上連載，由繪畫。改編電視動畫於2023年10月播出。。

## 故事概要
亞連·庫洛弗德是離群隱居在森林裡的魔法師，在某次偶然的機緣，亞連出手解救了被尼爾茲王國第二王子解除婚約而遭受追緝的公爵家千金夏洛特·埃文斯，將她收留為自己的女僕，甚至開始教導她壞壞的事情。原本因為家庭經歷和被毀婚陷入陰霾的夏洛特，隨著亞連的逐步引導敞開心房，雙方更為此產生前所未有的羈絆。

## 登場人物
亞連·庫洛弗德／亞倫·克勞福德／艾倫·克羅福德（聲：杉田智和）
本作男主角，21歲的魔法師，艾璐卡的義兄，同時是雅典娜魔法學院院長夫妻哈威和莉澤洛特的養子。特徵是擁有黑白各半分的頭髮和血紅的雙眼，精通各種魔法，因為住所遠離城鎮，被謠傳為極其討厭人類、又長相兇狠的大魔王，住在森林深處的宅邸裡，討厭與閒雜人打交道。自幼被哈威與莉澤洛特收養照顧，過去在雅典娜魔法學院修習時期，12歲便從學校畢業，成為學校創立以來最年輕的畢業生記錄，被魔法界視為難得一見的天才。雖然看似難以讓人接近，其實相當純情。因緣際會救下逃亡的夏洛特後雇她為女僕，教她做各種壞壞的事情，隨劇情推進和夏洛特產生感情。
夏洛特·埃文斯／夏綠蒂·埃文斯（聲：早見沙織）
本作女主角，17歲的公爵家千金，娜塔莉亞的姊姊。特徵是金色長髮與碧色的雙眼，個性溫和。故事開始時遭尼爾茲王國第二王子解除婚約，被稱作背叛國家的惡女，受到尼爾茲王國王室近衛兵的大舉追捕，逃往森林深處到亞連的住所附近時為他所搭救，允許她作為女傭住在他的房子裡。因為是情婦所生的孩子，所以身為大小姐卻飽受欺凌和虐待，在公爵家的地位連傭人都不如。有嚴重的心理創傷。獲得亞連收容後體認到此前沒有體會過的關懷與溫情，和亞連漸生感情。
莉迪莉亞·埃文斯
夏洛特的前世，300年前的聖女，和夏洛特相反，性格相當強勢，其弟弟為埃文斯家族的祖先，死後無子，靈魂作為夏洛特的第二人格寄宿在夏洛特身上，同時默默的保護夏洛特。
艾璐卡·庫洛弗德／艾露卡·克勞福德／愛露卡·克羅福德（聲：Lynn）
亞連的義妹，雅典娜魔法學院院長夫妻哈威和莉澤洛特的親生女兒，17歲的魔法道具技師實習生。天性爛漫，和義兄亞連一樣是個相當純粹的濫好人，兩人教導夏洛特如何做各種壞壞卻幸福的事情。
米赫·巴思妥斯／米雅哈·巴斯特多斯（聲：大空直美）
薩蒂爾貨運公司的送貨員，宗旨是「迅速・安全・超可愛」。外貌特徵為貓女形象，說話帶有「喵」的口吻。亞連的魔法藥在城鎮大受歡迎主要是米赫負責運送。
豪雪／戈瑟茲（聲：置鮎龍太郎）
讓哭泣的孩子安靜下來的地獄水豚，會變身人類女性的形象。人形姿態是褐色長髮的美女。
魯／露（聲：種崎敦美）
極為稀有的物種芬里爾，是一種高級怪物。
娜塔莉亞·埃文斯（聲：前田佳織里）
夏洛特的妹妹，埃文斯家族的合法繼承人，是雅典娜魔法學院的高材生。和埃文斯家的其他家人不同，非常喜歡姊姊夏洛特，同時對自己的家族相當厭惡。在得知姊姊和亞連交往後，視亞連為情敵。
多羅特婭·格利·穆·華倫斯坦／德洛特雅·格里·姆·瓦倫絲坦（聲：長江里加）
暗黑精靈，受歡迎的女性小說家。
約爾（聲：神尾晉一郎）
多羅特婭的責任編輯，外形是鮮有表情變化的男子。經常負責追查多羅特婭的作品進度，能化為巨龍。
哈威·庫洛弗德／哈維·克勞福德（聲：綠川光）
雅典娜魔法學院院長。亞連的養父兼艾璐卡的親生父親，同時是莉澤洛特的丈夫。外型是留著銀髮的英挺男子，與亞連雖非親生父子但關係良好。
莉澤洛特·庫洛弗德／莉澤蘿蒂·克勞福德（聲：鬼頭明里）
哈威的妻子，亞連的養母兼艾璐卡的親生母親。自亞連幼時便與丈夫共同照顧亞連和艾璐卡，夫妻倆鶼鰈情深。
賽西爾王子/賽希爾王子（聲：古川慎）
尼爾茲王國的第二王子，跟夏洛特訂有婚約關係。出於不明原因，他誣告夏洛特犯下多項罪行，並解除了與她的婚約。
梅加斯（聲：檜山修之）
古羅（聲：千葉瑞己）
克里斯（聲：井上麻里奈）
小說原作名字則是“ニール”。

## 出版書籍

### 輕小說

#### 單行本
| 卷數 | 主婦與生活社   | 主婦與生活社           |
| 卷數 | 發售日期       | ISBN                   |
| ---- | -------------- | ---------------------- |
| 1    | 2020年3月27日  | ISBN 978-4-391-15444-3 |
| 2    | 2020年10月30日 | ISBN 978-4-391-15529-7 |
| 3    | 2021年7月2日   | ISBN 978-4-391-15630-0 |
| SS   | 2023年8月4日   | ISBN 978-4-391-16050-5 |
| 4    | 2025年1月10日  | ISBN 978-4-391-16401-5 |

#### 文庫
| 卷數 | 主婦與生活社  | 主婦與生活社           |
| 卷數 | 發售日期      | ISBN                   |
| ---- | ------------- | ---------------------- |
| 1    | 2023年10月6日 | ISBN 978-4-391-16061-1 |
| 2    | 2023年11月2日 | ISBN 978-4-391-16062-8 |
| 3    | 2023年12月1日 | ISBN 978-4-391-16064-2 |

### 漫畫
| 卷數 | 主婦與生活社   | 主婦與生活社           | 台灣角川      | 台灣角川               |
| 卷數 | 發售日期       | ISBN                   | 發售日期      | ISBN                   |
| ---- | -------------- | ---------------------- | ------------- | ---------------------- |
| 1    | 2020年10月30日 | ISBN 978-4-391-15530-3 | 2023年7月13日 | ISBN 978-626-352-725-6 |
| 2    | 2020年12月25日 | ISBN 978-4-391-15528-0 | 2023年7月13日 | ISBN 978-626-352-726-3 |
| 3    | 2021年7月2日   | ISBN 978-4-391-15631-7 | 2023年9月7日  | ISBN 978-626-352-938-0 |
| 4    | 2022年2月4日   | ISBN 978-4-391-15732-1 | 2023年9月7日  | ISBN 978-626-352-939-7 |
| 5    | 2022年9月2日   | ISBN 978-4-391-15817-5 | 2023年10月6日 | ISBN 978-626-378-038-5 |
| 6    | 2023年4月7日   | ISBN 978-4-391-15956-1 | 2023年10月6日 | ISBN 978-626-378-039-2 |
| 7    | 2023年9月1日   | ISBN 978-4-391-15957-8 | 2024年5月16日 | ISBN 978-626-378-972-2 |
| 8    | 2024年5月2日   | ISBN 978-4-391-16238-7 | 2025年1月16日 | ISBN 978-626-415-175-7 |
| 9    | 2025年1月10日  | ISBN 978-4-391-16400-8 |               |                        |

## 電視動畫

### 主題曲
片頭曲
主唱：，作詞：宮嶋淳子，作曲、編曲：松坂康司
片尾曲
主唱：夏绿蒂·埃文斯（早见沙织），作词、作曲、编曲：松坂康司
第1话未使用。

### 各話列表
| 話數   | 日文標題 | 中文標題                   | 劇本     | 分鏡          | 演出                  | 作畫監督                                  | 首播日期       |
| ------ | -------- | -------------------------- | -------- | ------------- | --------------------- | ----------------------------------------- | -------------- |
| 第1話  |          | 壞壞的邂逅壞壞的相遇       | 內田裕基 | 淺見隆司      | 淺見隆司              | 鈴木美音織、阿部智之                      | 2023年 10月4日 |
| 第2話  |          | 壞壞的解壓方法壞壞舒壓法   | 內田裕基 | 島津裕行      | 淺見隆司              | 鈴木美音織、阿部智之                      | 10月11日       |
| 第3話  |          | 壞壞的對決壞壞對決         | 能塚裕喜 | 小林一三      | 泉明宏                | 魏旭龍、韓承熙、佐藤結花                  | 10月18日       |
| 第4話  |          | 壞壞的外出壞壞的出門       | 金子祐介 | 小野田雄亮    | 小野田雄亮            | 河野詩織、阿部智之、鈴木美音織            | 10月25日       |
| 第5話  |          | 壞壞的溫泉旅行壞壞溫泉之旅 | 內田裕基 | 黑瀨大輔      | 藪內悠                | 鈴木香代子、吳曉萊                        | 11月1日        |
| 第6話  |          | 壞壞的動物園壞壞動物園     | 內田裕基 | 小野田雄亮    | 小野田雄亮            | 河野詩織、鈴木美音織、阿部智之            | 11月8日        |
| 第7話  |          | 壞壞的居民壞壞居民         | 金子祐介 | 黑瀨大輔      | 鬼頭和矢              | 北島勇樹                                  | 11月15日       |
| 第8話  |          | 壞壞的短劇壞壞短劇         | 能塚裕喜 | 小野田雄亮    | 小野田雄亮            | 河野詩織、阿部智之、鈴木美音織            | 11月22日       |
| 第9話  |          | 壞壞的拜訪老家壞壞拜訪老家 | 能塚裕喜 |               | 淺島弘史、 鈴木香代子 | 吳曉萊、津香沙                            | 11月29日       |
| 第10話 |          | 壞壞的重逢壞壞重逢         | 金子祐介 | 、 小野田雄亮 | 小野田雄亮            | 中谷藍、清水雄介                          | 12月6日        |
| 第11話 |          | 壞壞的地下城壞壞地下城     | 內田裕基 | 松尾慎        | 淺見隆司              | 河野詩織、石井景子、 阿部智之、鈴木美音織 | 12月13日       |
| 第12話 |          | 壞壞的事=幸福壞壞的=幸福   | 內田裕基 | 島津裕行      | 小野田雄亮、 淺見隆司 | 河野詩織、石井景子、 阿部智之、鈴木美音織 | 12月20日       |

### 播映平台
| 播映地區                       | 播映平台       | 播映日期                | 播映時間              | 備註 |
| ------------------------------ | -------------- | ----------------------- | --------------------- | ---- |
| 台灣                           | 巴哈姆特動畫瘋 | 2023年10月4日－12月20日 | 星期三 21:00（UTC+8） |      |
| 台灣、香港、澳門               | bilibili       | 2023年10月4日－12月20日 | 星期三 21:00（UTC+8） |      |
| 台灣                           | KKTV           | 2023年10月5日－         | 星期三 21:00（UTC+8） |      |
| 台灣                           | LINE TV        | 2023年10月5日－         | 星期三 21:00（UTC+8） |      |
| 台灣                           | LiTV 線上影視  | 2023年10月5日－         | 星期三 21:00（UTC+8） |      |
| 台灣                           | Ofiii 歐飛     | 2023年10月5日－         | 星期三 21:00（UTC+8） |      |
| 台灣                           | friDay影音     | 2023年10月5日－         | 星期三 21:00（UTC+8） |      |
| 台灣                           | MyVideo        | 2023年10月5日－         | 星期三 21:00（UTC+8） |      |
| 台灣                           | Hami Video     | 2023年10月5日－         | 星期三 21:00（UTC+8） |      |
| 台灣                           | 中華電信MOD    | 2023年10月5日－         | 星期三 21:00（UTC+8） |      |
| 愛奇藝國際版 服務地區          |                | 2023年10月5日－         | 星期三 21:00（UTC+8） |      |
| 「It's Anime」 Youtube服務地區 |                | 2023年10月5日－         | 星期三 21:00（UTC+8） |      |

### BD / DVD
| 卷數 | 發售日期      | 收錄話數 | 規格編號  | 規格編號  |
| 卷數 | 發售日期      | 收錄話數 | BD        | DVD       |
| ---- | ------------- | -------- | --------- | --------- |
| BOX  | 2024年2月22日 |          | KWXA-2980 | KWBA-2981 |

## 外部連結
- 成為小說家吧官方網站（日語）
- PASH! Books官方網站（日語）
- 漫畫連載網站（日語）
- 電視動畫的X（前Twitter）（日語）
- 電視動畫官方網站 （页面存档备份，存于）（日語）
- 電視動畫官方YouTube （页面存档备份，存于）（日語）